# 125e régiment d'artillerie
Pour les articles homonymes, voir 125e régiment.
Le 125e régiment d'artillerie (125e RA) est un régiment de l'armée de terre française qui a existé en juin 1940 à la fin de la bataille de France.

## Désignation
Il désigné 125e régiment d'artillerie, 125e régiment d'artillerie lourde (125e RAL), 125e régiment d'artillerie lourde automobile (125e RALA) ou 125e régiment d'artillerie lourde à tracteurs (125e RALT) selon les sources.

## Historique
Il est issu du renommage du 102e régiment d'artillerie lourde automobile, effectué le 1er juin 1940. Ce régiment avait été recréé fin mai 1940 avec deux groupes, formés à partir du 102e RALA dissous, du 30e RAD et du 230e RALD.
Formé de deux groupes de canons de 75 à tracteurs, le 125e RALA est affecté au 25e corps d'armée à partir de sa création jusqu'au cessez le feu.